# 동녕국
동녕국(東寧國) 또는 정씨왕국(鄭氏王國), 연평왕국(延平王國), 명정시기(明鄭時期)는 당시 영국인이 타이완(Tywan)이라고도 불렀던 왕조의 해양 국가로, 1661년에서 1683년 사이에 타이완 남서부와 펑후 제도를 지배했던 해양 국가이다. 타이완 역사상 최초의 한족 국가로 발단하여 그 절정기에, 왕국의 해양 세력은 중국 남동부의 다양한 해안 지역을 지배했고, 두중국해를 가로지르는 주요 항로를 통제했고, 일본에서 동남아시아에 이르는 광대한 무역망을 가지고 있었다.
이 왕국은 네덜란드의 지배로부터 당시 중국의 국경 밖에 있던 대만의 지배권을 빼앗은 후에 정성공에 의해 세워졌다. 정대세는 명나라가 만주족이 이끄는 청나라에 의해 점차 정복당했을 때, 중국 본토의 명나라를 회복하기를 희망했다. 정씨왕국은 타이완 섬을 청나라로부터 중국 본토를 되찾으려는 명나라의 충신 운동을 위한 군사 기지로 사용했다. 정씨 통치 하에서, 대만은 침략한 만주족에 대항하여 한족의 마지막 저항 거점을 공고히 하기 위한 노력으로 화교화의 과정을 겪었다. 1683년에 청나라에 합병되기 전까지, 이 왕국은 정성공의 후계자인 정성공 가문에 의해 통치되었고, 통치 기간에서는 때때로 콕싱아 왕조 또는 정씨왕조로 불린다.

## 명칭
동녕국은 때때로 정씨왕조, 정씨왕국 또는 연평왕국으로 정성공의 세습 칭호인 "연평왕"에서 따온 것으로 남명의 영력제가 수여한 명칭이다.
대만은 처음에 국성야에 의해 도동(都東)으로 불렸다: 동두(東頭)는 당토(唐土), 말 그대로 "동쪽의 수도"라는 의미로 1664년, 그의 아들이자 후계자인 정경은 그것을 동녕(東寧)으로 개명했다. 동녕은 탕렝(唐ī, 문자 그대로 "동방의 평화")이라는 뜻이다. 이러한 명칭 변경은 2년 전 청나라군에 의해 처형된 영력제를 맞이하기 위해 대만을 동방의 임시 수도로 만들려는 실현 불가능한 희망보다 타이완에서 그의 통치권을 영구히 정착시키려는 정성공의 의도를 반영한다.
영국에서는 타이완(Tywan)으로 알려졌으며, 타이완(Tywan)이라는 도시에 있는 왕의 거주지의 이름을 따서 명명되었다.

## 역사
1661년에 정성공은 타이완의 루얼문(鹿耳門, 녹이문)에 상륙하였다. 1년 후에 그는 프로방시아 요새를 점령하고 질란디아 요새를 포위하였다. 이로써 38년에 걸친 네덜란드의 타이완 통치는 끝나고, 네덜란드의 관리, 시민, 군인들은 타이완을 떠나 바타비아(지금의 자카르타)로 돌아갔다. 정성공은 이후 타이완에서 힘을 키워 중국 본토를 수복하기 위해 노력하였다.
하지만 그 해 정성공은 말라리아로 39세의 나이로 사망(6월 23일 (음력 5월 8일))하였다. 그의 아들인 정경은 아버지의 뒤를 이어 타이완을 통치하였다.
19년 동안 정경은 지역 주민들을 부양하고 타이완의 군사력을 재정비하려 하였다. 그러나 이 기간에도 청의 강희제와 사신을 통해 빈번히 접촉하였다. 청의 압박하에서 정경은 샤먼, 진먼 섬, 펑후 제도를 방어하려 노력했으나 청군을 방어하기에는 힘이 부족했기 때문에 결국 패하였다. 삼번의 난 때 정경은 푸젠 지역을 공격하기 시작했다. 난이 진압된 후에 정경은 크게 패하였다. 패한 후에 정경은 타이완으로 돌아가서 술과 여자에 탐닉하다가 얼마 후에 병으로 죽었다. 그가 죽은 후에 관리들은 후계자를 놓고 두 개의 파벌로 나뉘었다. 후계자 다툼 후에 정극상이 12살의 어린 나이로 왕위를 이어 받았다.
1683년에 펑후 해전에서 패한 후에 정극상은 청에 항복하였고, 그의 왕국은 청나라의 푸젠성에 편입되었다.

## 역대 군주
| 대수  | 시호                                | 성명                  | 재위기간        |
| ----- | ----------------------------------- | --------------------- | --------------- |
| 제1대 | 연평무왕 (延平武王) 조무왕 (潮武王) | 정성공(鄭成功)        | 1661년 ~ 1662년 |
| -     | 동도주(東都主)                      | 정습(鄭襲)            | 1662년          |
| 제2대 | 연평문왕 (延平文王) 조문왕 (潮文王) | 정경 (정씨왕국)(鄭經) | 1662년 ~ 1681년 |
| -     | 폐왕 또는 연평감국                  | 정극장(鄭克藏)        | 1681년          |
| 제3대 | 순왕 (順王)                         | 정극상(鄭克塽)        | 1681년 ~ 1683년 |

## 같이 보기
- 미다그 왕국
- 스페인령 포르모사